# Boussens (Francja)
Boussens – miejscowość i gmina we Francji, w regionie Oksytania, w departamencie Górna Garonna.
Według danych na rok 1990 gminę zamieszkiwało 797 osób, a gęstość zaludnienia wynosiła 184 osób/km² (wśród 3020 gmin regionu Midi-Pireneje Boussens plasuje się na 415. miejscu pod względem liczby ludności, natomiast pod względem powierzchni na miejscu 1546.).